# 鳌江镇 (平阳县)
鳌江镇，讹作敖江镇，是中华人民共和国浙江省温州市平阳县下辖的一个镇，位于鳌江入海口北岸，是平阳县的经济中心，温州南部及福建省东北角传统的商品集散中心。2019年中国百强乡镇第75名。

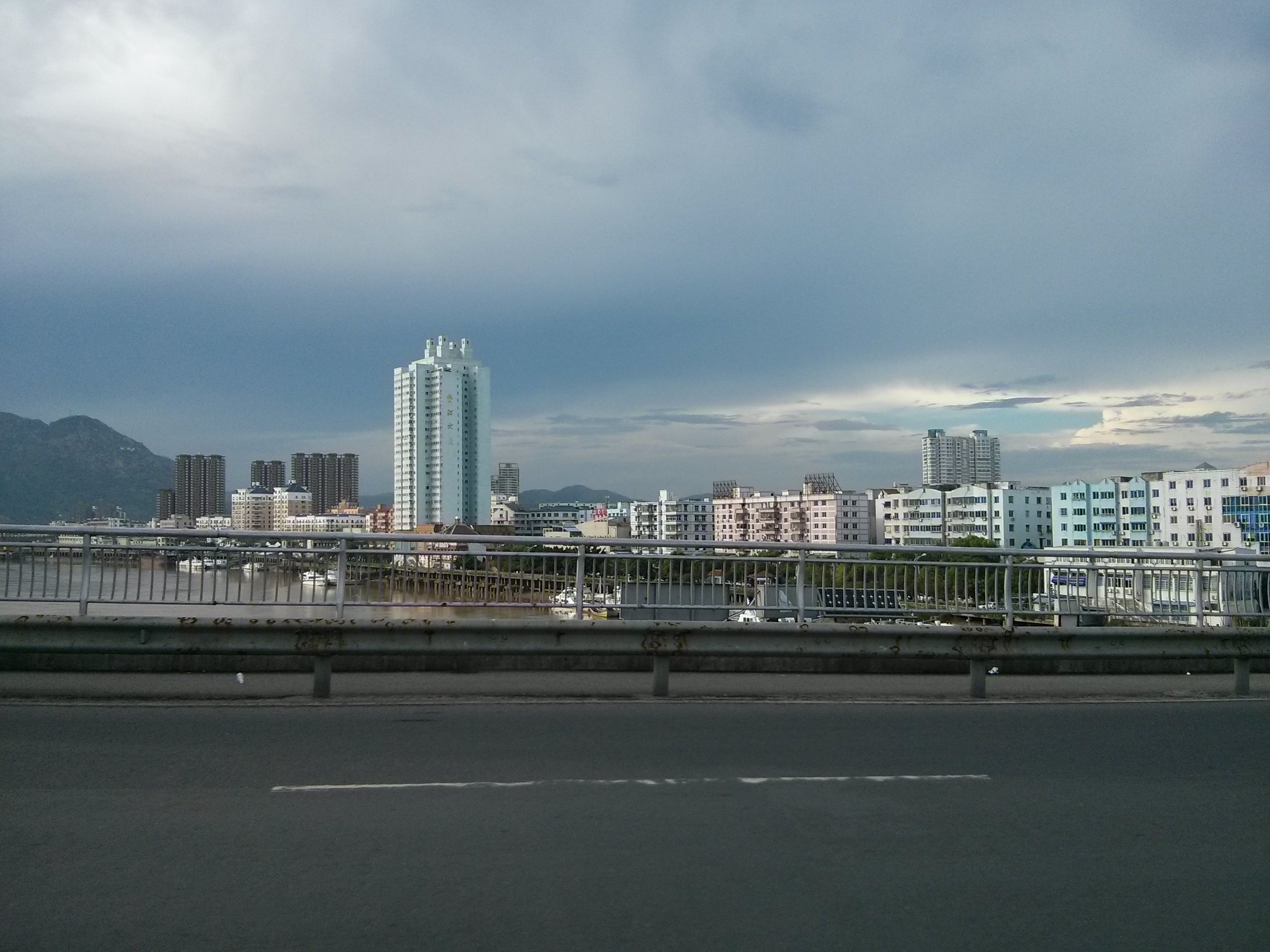
從甌南大橋眺望鰲江鎮城區

1981年平阳县南部分设苍南县后，苍南县在鳌江镇对岸新建了龙港镇（现为龙港市），于是形成两个各有20万人口的大型商贸城镇隔河对峙的局面。多年以来，有许多关于两镇应该进行合并，成立城市的相关研究和呼吁。

## 干流情况
鳌江是浙江省八大水系中最南端的一条水系，是浙江省独流入海的最小水系，也是全国三大涌潮江（另外两条是钱塘江与闽江）之一。
鳌江干流主要在平阳县境内，被誉为平阳县的母亲河。鳌江河长81.52公里，分南北两支。北支为干流，经平阳县顺溪、山门至水头感潮区，然后经麻步、萧江、钱仓、鳌江镇注入东海；南支称横阳支江，为最长支流，经苍南县莒溪、桥墩、灵溪，然后分别从沪山内河至夏桥水闸，萧江塘河至萧江水闸，横阳支江至朱家站水闸三处流入鳌江。干流流域称北港，横阳支江流域称南港，南北港在凤江汇合后，东流注入东海。干流总落差835米。

## 行政区划
鳌江镇下辖以下村级行政区划单位：
商城社区、兴隆社区、曹门社区、江滨社区、南门社区、水深社区、西洋社区、曙东社区、和家村、种玉村、藕莲村、孙家垟村、横河村、蓝田村、古鳌村、下埕村、柳王村、东河村、下厂村、郑家墩村、塘外村、五板桥村、雁门村、山外村、西桥村、徐家站村、三大厂村、后半厂村、务垟村、厚垟村、塘下村、岳巢村、西塘村、枫林村、河东山村、环溪村、玉莲村、下河村、罗垟村、高垟村、联南村、垂杨村、龙山村、贵德村、埭头村、旺厂村、城北村、东城村、福山村、海城村、河滨村、横店村、荆溪村、联城村、平河村、三永村、塘北村、塘东村、塘西村、塘中村、天源村、下垟埠新桥村、新城村、新明村、阳屿村、友谊村、珍岙村、钱仓村、白水村、方家村、包田村、东垟村、东江村、凤桥村、山垟村、前进村、凤岙村、联丰村、万安村、书阁村、凤尾山村、溪头村、山碧村、梅里村、清桥村、包岙内村、梅源村、章公尖村、苏岭村、赤溪村、岭根村、解元村、重阳村、顺利村、三元村、山平田村、七星村、孙岙村和风岩村。

## 交通
- 温福铁路：平阳站